# Travniška stenica
Travniška stenica (znanstveno ime Lygus pratensis) je vrsta travniških stenic, ki je škodljivec na poljih in vrtovih.

## Opis in biologija
Odrasli samci dosežejo dolžino med 6,1 in 7,3 mm, samice pa med 5,8 in 6,7 mm. Obarvanost in vzorci so pri tej vrsti zelo različni, od zelene do rjave in rdečkaste. Samci so običajno svetlo rdeče-rjave, samice pa zelene do rjavkaste barve. Imajo rahlo sploščeno, ovalno telo. Ščitek ima pri obeh spolih srčasto obliko. Krila so jasno vidna in niso v celoti pokrita s pokrovkami. Oči, noge in tipalnice so običajno rdečkaste barve. 
Travniške stenice so polifagi, ki se pretežno hranijo z rastlinskim sokom, pri čemer poškodujejo rastlino, zaradi česar veljajo za škodljivca. Poleg tega se občasno hranijo tudi z medičino, predvsem na  travniški ivanjščici in navadnem vratiču. Najraje srkajo sokove ripeče zlatice, njivske redkve, navadne madronščice, jesenske vrese in različnih nebinovk. Občasno lovijo tudi listne uši.
Pojavljajo se vse leto, običajno v eni ali dveh generacijah. Prezimijo imagi med odpadlim listjem, v mahu ali pod drevesno skorjo.
Samice okrogla bela jajčeca odložijo v skupinah v popke ali druge dele rastlin med majem in junijem. Izležejo se male okrogle svetle ličinke, ki preidejo skozi več faz. V zadnjih fazah so zelene barve in so na prvi pogled podobne listnim ušem. 
Učinkovito sredstvo biološkega nadzora so parazitske ose iz rodu Peristenus, ki odlagajo svoja jajčeca v ličinke travniških stenic. Po izleganju osja ličinka od znotraj poje svojega gostitelja.

## Razširjenost
Vrsta je prisotna po večini Evrope ter po Afriki, bližnjem vzhodu in severni Aziji (brez Kitajske). Zadržujejo se predvsem po travnikih in živih mejah